# Loxopterygium grisebachii
Espèce
Statut de conservation UICN

 VU B1+2c : Vulnérable
Loxopterygium grisebachii est une espèce de plantes de la famille des Anacardiaceae.

## Publication originale
- Abhandlungen der Königlichen Gesellschaft der Wissenschaften zu Göttingen 24: 95. 1879.